# Палеогея

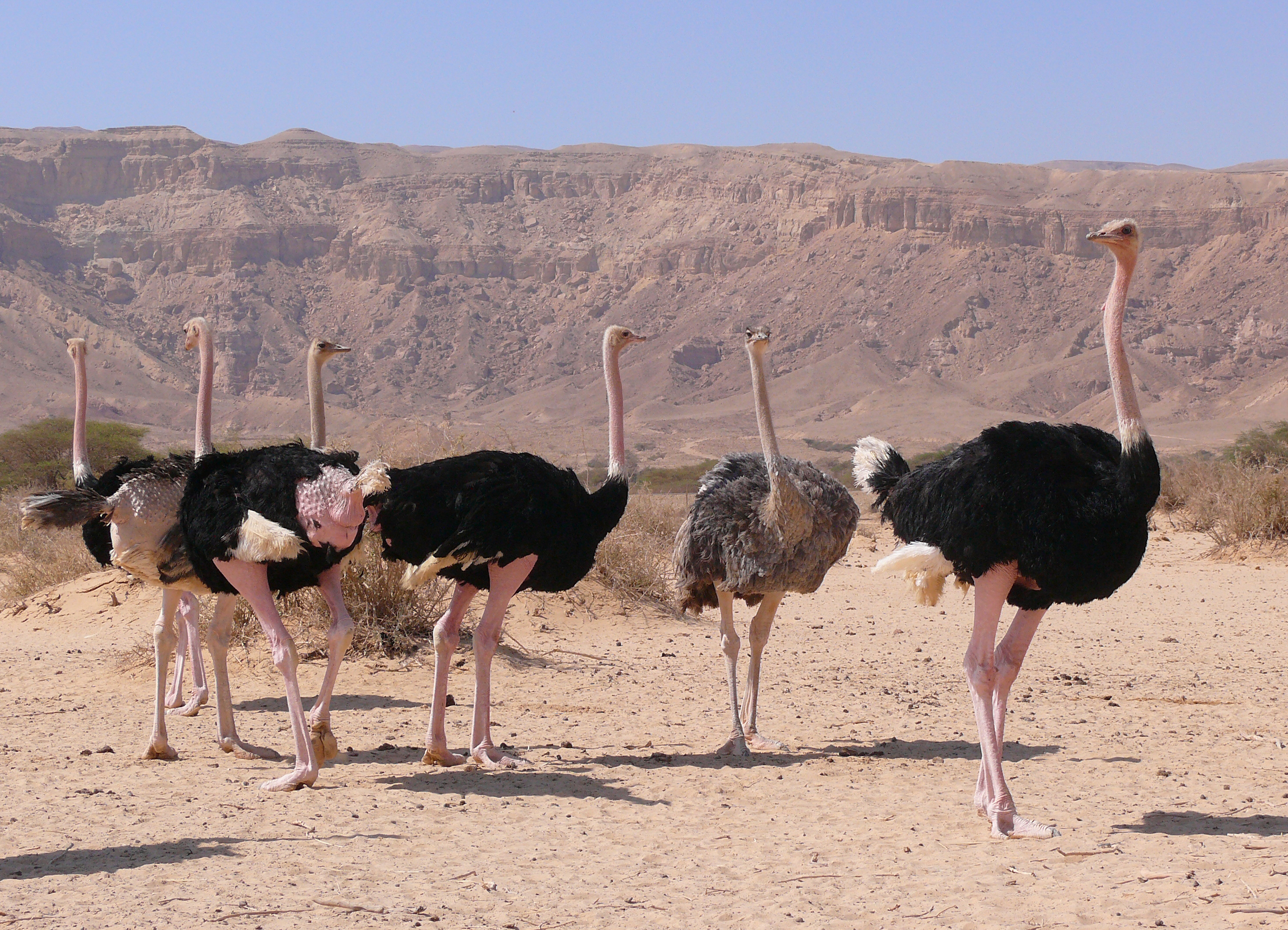
Страуси

Палеогея (від палео… і грец. ge — земля) — фауністичне царство суходолу.
Займає в основному тропічні райони Східної півкулі.
Для фауни характерні групи тварин стародавньої фауни Гондвани (її Бразильсько-Африканського континенту) — страуси, дводишні риби, черепахи та інші, що розвивалися на Африканському континенті в міоцені і пліоцені; хоботні, людиноподібні мавпи, хижі (лев, тигр, гепард) тощо.
Розрізненість сучасної території Палеогеї та різноманітність умові існування дозволяють виділити в царстві три фауністичні області:
- Ефіопську область (із чотирьома підобластями) — займає всю Африку на південь від Сахари, південну частину Аравії та острови на захід від Африки;
- Мадагаскарську область — займає однойменний острів та Сейшельські, Амірантські, Коморські, Маскаренські острови;
- Індо-Малайську область (із п'ятьма підобластями) — займає Південну Азію та більшу частину островів між Азією і Австралією.